# 季华园
季华园是位于中华人民共和国广东省佛山市禅城区的综合性公园，建于1994年，位于季华五路南侧。

## 地理环境
占地面积约115000平方米，空气清新，拥有众多的植物景观，场内所有设施均可供游客免费使用 ，园内东南侧设有佛山市石景宜刘紫英伉俪文化艺术馆，艺术馆旁有一浅水池。

## 开放时间
上午6:00 - 下午10:00，营业时间过后仍可进入，但将会没有照明。

## 历史
总投资1500万元，1993年12月开始实施三通一平，1994年5月进场施工，10月1日正式对外开放。

## 交通指引
- 广佛地铁季华园站
- 公交车：
  - 周边站点、季华园站、季华园西门站、季华园东门站、季华园地铁站。[8]

季华园公交车站是佛山交通网络重要站点之一， 途经线路有120路、132路、113路、127路、150B路、150路、51路、152路、154路、226路、259路、G13路、K3路、佛K6路、旅游城巴1路、旅游城巴4路、禅城-高明B线、禅城-顺德、159路、高峰1线。